# 太平水库 (舒兰)
太平水库是中国吉林省吉林市舒兰市境内的一座水库，位于卡岔河支流天德河上，建于1966年。水库正常库容为537万立方米，集雨面积为109平方千米，海拔为211.87米。